# Shaquille Goodwin
William Shaquille Goodwin (Decatur, Georgia, 1 de septiembre de 1994) es un jugador de baloncesto estadounidense que actualmente se encuentra sin equipo. Con 2,06 metros de estatura, juega en la posición de ala-pívot.

## Trayectoria deportiva

### Universidad
Pasó cuatro temporadas con los Tigers de la Universidad de Memphis.

### Porfesional
Tras no ser drafteado en el draft de la NBA de 2016, debutó como profesional en la temporada 2016-17 en las filas del AEK Larnaca B.C. chipriota y acabaría la temporada en el Science City Jena alemán.
En verano de 2017, firma por el Rethymno BC de la A1 Ethniki procedente del Science City Jena.
El 1 de enero de 2021, abandona el Larisa B.C. de la A1 Ethniki griega y es sustituido por Wesley Gordon.
El 6 de enero de 2021, firma por el GTK Gliwice de la Polska Liga Koszykówki hasta el final de la temporada, pero pocos días después decidió no viajar a Polonia para unirse al equipo, rompiendo unilateralmente el contrato.
[actualizar]

## Selección nacional
Fue parte del combinado juvenil estadounidense que disputó y ganó el Campeonato FIBA Américas Sub-18 de 2012.